# Região Geográfica Intermediária de Maceió
A Região Geográfica Intermediária de Maceió é uma das duas regiões intermediárias do estado brasileiro de Alagoas e uma das 134 regiões intermediárias do Brasil, criadas pelo Instituto Brasileiro de Geografia e Estatística (IBGE) em 2017. É composta por 52 municípios, distribuídos em seis regiões geográficas imediatas.
Sua população total estimada pelo Instituto Brasileiro de Geografia e Estatística (IBGE) para 1º de julho de 2018 é de 2 155 550 habitantes, distribuídos em uma área total de 12 922,793 km².
Maceió é o município mais populoso da região intermediária, além de ser capital do estado, com 1 012 382 habitantes, de acordo com estimativas de 2018 do Instituto Brasileiro de Geografia e Estatística (IBGE).

## Regiões geográficas imediatas
| Região geográfica imediata                                     | Municípios | População Estimativa 2018 | Área (km²) |
| -------------------------------------------------------------- | --- | ------------------------- | ---------- |
| Região Geográfica Imediata de Maceió                           | Barra de Santo Antônio Barra de São Miguel Coqueiro Seco Flexeiras Joaquim Gomes Maceió Marechal Deodoro Messias Paripueira Pilar Rio Largo Santa Luzia do Norte Satuba                      | 1 291 830                 | 2 542,907  |
| Região Geográfica Imediata de Porto Calvo-São Luís do Quitunde | Campestre Colônia Leopoldina Jacuípe Japaratinga Jundiá Maragogi Matriz de Camaragibe Novo Lino Passo de Camaragibe Porto Calvo Porto de Pedras São Luís do Quitunde São Miguel dos Milagres | 210 141                   | 2 741,617  |
| Região Geográfica Imediata de Penedo                           | Coruripe Feliz Deserto Igreja Nova Penedo Piaçabuçu Porto Real do Colégio São Brás | 193 991                   | 2 741,967  |
| Região Geográfica Imediata de São Miguel dos Campos            | Anadia Boca da Mata Campo Alegre Jequiá da Praia Roteiro São Miguel dos Campos | 180 390                   | 1 509,870  |
| Região Geográfica Imediata de União dos Palmares               | Branquinha Ibateguara Murici Santana do Mundaú São José da Laje União dos Palmares | 154 343                   | 1 751,353  |
| Região Geográfica Imediata de Atalaia                          | Atalaia Cajueiro Capela Chã Preta Mar Vermelho Pindoba Viçosa | 124 855                   | 1 635,079  |
| Total                                                          | 52 | 2 155 550                 | 12 922,793 |